# 12 Memories
12 Memories – czwarta płyta szkockiego zespołu rockowego Travis. Wydana została 13 października 2003. Osiągnęła 3 pozycję na angielskiej liście albumów. Oficjalny teledysk do utworu "Love Will Come Through" nakręcony został na warszawskiej Pradze. 

## Lista utworów
1. "Quicksand"
2. "The Beautiful Occupation"
3. "Re-Offender"
4. "Peace the Fuck Out"
5. "How Many Hearts"
6. "Paperclips"
7. "Somewhere Else"
8. "Love Will Come Through"
9. "Mid-Life Krysis"
10. "Happy to Hang Around"
11. "Walking Down the Hill"